# Orangevingad amazon
Orangevingad amazon (Amazona amazonica) är en art i släktet amazonpapegojor som förekommer i den sydamerikanska regnskogen.

## Utseende
Orangevingad amazon är en stor och grön papegoja med blå ögonmask och gult på hjässa och kinder. Stjärten har ett brett gult band längst ut. I flykten syns stora orangeröda fläckar längst bak på vingarnas inre del.

## Utbredning och systematik
Orangevingad amazon behandlas antingen som monotypisk eller delas upp i två underarter med följande utbredning:
- amazonica – förekommer från östra Colombia till Venezuela, Guyanaregionen, norra Bolivia och östra Brasilien
- tobagensis – endemisk för Trinidad och Tobago

## Levnadssätt
Orangevingad amazon hittas i en rad olika beskogade miljöer, från högvuxna fuktiga skogar till savann. Den kan också vandra in till urbana områden.

## Status och hot
Arten har ett stort utbredningsområde, men tros minska i antal, dock inte tillräckligt kraftigt för att den ska betraktas som hotad. Internationella naturvårdsunionen IUCN listar arten som livskraftig (LC).

## Namn
Släktesnamnet Amazona, och därmed det svenska gruppnamnet, kommer av att Georges-Louis Leclerc de Buffon kallade olika sorters papegojor från tropiska Amerika Amazone, helt enkelt för att de kom från området kring Amazonfloden. Ursprunget till flodens namn i sin tur är omtvistat. Den mest etablerade förklaringen kommer från när kvinnliga krigare attackerade en expedition på 1500-talet i området ledd av Francisco de Orellana. Han associerade då till amasoner, i grekisk mytologi en stam av iranska kvinnokrigare i Sarmatien i Skytien. Andra menar dock att namnet kommer från ett lokalt ord, amassona, som betyder "förstörare av båtar".

## Övrigt
Den beskrivs ibland som den amazonart som är sämst på att härma mänskliga ljud. Ofta förväxlas den i handeln med blåpannad amazon.